# Pizzo del Diavolino
Il Pizzo del Diavolino è una montagna delle Alpi Orobie alta 2.810 m s.l.m., situato lungo lo spartiacque che divide la provincia di Bergamo dalla provincia di Sondrio, presso il punto di demarcazione tra val Brembana a sud-ovest, valle Seriana a sud-est e val d'Ambria (tributaria della Valtellina) a nord. Ha una slanciata forma piramidale che lo rende ben riconoscibile, anche per la presenza dell'imponente cima principale denominata Diavolo di Tenda (2.914 m).

## Accessi
Spesso non viene affrontato da solo ma in concatenazione col vicino pizzo del Diavolo di Tenda prestando particolare attenzione al passaggio tra i due soggetto a frequenti cadute di massi.